# Гонгадзе Мирослава Володимирівна
Гонгадзе Миросла́ва Володи́мирівна (до шлюбу Петришин; нар. 19 червня 1972 року, м. Бережани, Тернопільська область) — українська телеведуча, журналістка, юристка, вдова українського журналіста грузинського походження Георгія Гонгадзе. Після загибелі чоловіка отримала політичний притулок у США й у 2001 році разом із дітьми оселилася в передмісті Вашингтона.

## Освіта
- 1997 — Львівський національний університет імені Івана Франка, юридичний факультет. Спеціальність — юриспруденція. Спеціалізація — цивільне і корпоративне право.

## Кар'єра
1998—2000 — керівниця штабу партії «Реформи і порядок».
2000 — проводила інформаційну компанію «За Ющенка, за реформи».
2001 — після вбивства Георгія Гонгадзе з дітьми отримала політичний притулок у США і оселилася у передмісті Вашингтона. Причини такого рішення пояснила через 17 років в одному із своїх інтерв'ю.
|  | Це був один момент. Я сиділа в себе в офісі. Прийшли всі мої політичні друзі, з якими я працювала, і хтось із них приніс касету з записами. Вставили в магнітофон, почали слухати. Кучма матюкається, потім розмовляє з Литвином, потім вони сміються, потім вони говорять про Притулу, потім вони говорять про мене — як закрити нам рота. Дуже цікава історія, бо Литвин рекомендує: щоби кампанія вщухла, треба розповідати на Першому національному каналі, що таких історій і таких зникнень — тисячі в Україні, й ніхто про це не розповідає: «Велике діло — зник журналіст». І тут я пригадую сюжет, який я бачила за кілька днів до прослуховування цієї плівки, в якому йшлося про те, що «в Україні зникають тисячі людей», — просто тими ж словами! Мої товариші сміялися, вирішували, що робити. А я сиджу, слухаю й кажу: «Люди, вони про мене говорять…». Й один із присутніх колег каже: «Та ти вже стільки пережила — витримаєш і це». І я тоді зрозуміла, що все — the end, мене ніхто не захистить: чоловіка немає, ми вже знаємо, що його вбили, бо вже знайшли тіло, в мене двоє маленьких дітей. Якщо вони захочуть щось зі мною зробити, вони це зроблять. Я зрозуміла, що мені треба самій себе захистити. |

### Журналістська діяльність
1994 рік — очільниця прес-служби тоді ще львівської політичної сили «Нова хвиля», з якої згодом виросла партія «Реформи і порядок».
Із 1995 р. — працювала на телебаченні в Києві: ММЦ «Інтерньюз» (із 1997 р. — СТБ) — телепрограми «Параграф», «Вікна-Плюс».
1998 — керівниця відділу зв'язків з громадськістю у щоденному журналі «День».
2001—2004 — працювала редакторкою у видавництві у Вашингтоні, США.
Із 2004 р. — продюсерка Української редакції Всесвітньої служби «Голосу Америки» (Вашингтон, США) і ведуча телевізійної інформаційної програми «Час-Time», яка транслюється в Україні на частотах «5 каналу».
2014—2015 — ведуча телеканалу «UA:Перший» («Національні дебати», «Prime Time»).

### Покарання винних у вбивстві журналіста
Після загибелі чоловіка, відомого українського журналіста Георгія Гонгадзе Мирослава вимагає від української влади та суду довести до логічного завершення розслідування його вбивства, оголосити імена не тільки виконавців, але і українських високопосадовців — замовників злочину, а також покарати винних. Інтереси Мирослави в Україні представляє адвокатка Валентина Теличенко.

### Інша діяльність
2001 рр. — була в Україні креативним директором акції на захист реформ і особисто Прем'єр-міністра України Віктора Ющенка.
Починаючи із 2004 р. — на запрошення американських, європейських університетів, політичних та громадських організацій світу виступає із розповідями про свободу слова.
Разом із представниками російського Центру екстремальної журналістики Мирослава створила Міжнародну школу безпеки журналістів імені Георгія Гонгадзе і Анни Політковської. За її словами, школа повинна «відкрити журналістам нові можливості для захисту їхніх прав, надати засоби і прийоми для їх безпечної роботи». Проект отримав широку підтримку, в тому числі з боку ОБСЄ.
Із 28 травня 2011 р. — член Союзу українок Америки.

## Державні нагороди
- Орден княгині Ольги III ст. (10 грудня 2014) — за вагомий особистий внесок у розвиток журналістики, активну громадську діяльність та високу професійну майстерність[4]

## Твори
- 2006 — книга «Розірваний нерв. Хронологія громадянського протесту».

## Особисте життя

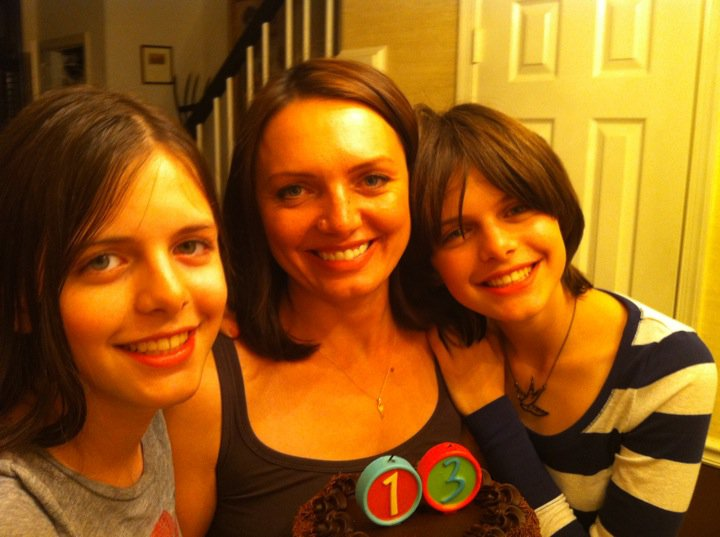
Мирослава Гонгадзе з дочками. 2010 рік.

Чоловік — Георгій Гонгадзе, український журналіст (*1969 — †2000). Одружились у 1995 році.
Діти — доньки-близнята Нана і Саломе, 1997 р.н.
Батько — Володимир Петришин, загинув 8 жовтня 2015 року. Мати Ольга Михайлівна, брат Микола, сестра Галина.